# Чубар, Егия Гаспарович
Егия Гаспарович (он же Илья Каспарович) Чубар (арм. Եղիա Չուբար (Եղիա Չուբարյան), 18 июля 1898 — 19 февраля 1938) — писатель, публицист, сценарист и общественный деятель армянского происхождения. Автор сценария первого армянского документального фильма «Советская Армения». Член Союза писателей СССР (1934).

## Биография
Родился на территории Российской Империи, на Дону, в армянском селе Крым Ростовского уезда Екатеринославской губернии. Учился в Нахичеванской духовной семинарии, а затем в Ростовской мужской гимназии. В Нахичевани-на-Дону стал членом армянской партии Дашнакцутюн, однако после Октябрьской революции 1917 году разорвал с ней отношения. С 1918 года член ВКП(б).
Был агитатором большевиков, работал в Тифлисе и Баку. Принимал активное участие в деятельности молодёжной организации «Спартак». В Кутаиси подвергся аресту, но бежал из тюрьмы. В 1919 году дашнаки арестовали Чубара и выслали из Армении. Он вернулся на Дон, работал в Ростове и Нахичевани, после прихода большевиков к власти в регионе редактировал газету «Борьба рабочего» («Бонвори крив»). Избирался секретарём армянской секции Ростово-нахичеванской большевистской организации и членом Ревкома.
В 1920 году — на партийной работе сначала в Баку, а затем в Ереване, где редактирует газету «Коммунист». В 1924 году — редактор газеты «Мурч-Мангах» («Серп и Молот») в Ростове-на-Дону. В 1925 году отправился во Францию, издавал там газету «Ереван», но в итоге выслан из страны за революционную деятельность в 1927 году.
Был редактором газет «Советская Армения» и «Хорурдаин Айастан». В 1934 году — делегат от Армянской ССР на Первом съезде писателей СССР, был избран членом ревизионной комиссии СП СССР.
Один из первых армянских сценаристов. По сценарию Е. Г. Чубара, Д. М. Дзнуни и П. Н. Фоляна был создан первый армянский документальный фильм «Советская Армения» (1924). Написал сценарии для фильмов «Мексиканские дипломаты» (Арменкино, 1931), «Две ночи» (1932), «Событие в городе Сен-Луи» (совм. с С. А. Ермолинским, 1932).
Во время сталинских репрессий, расстрелян 18 июля 1938 года (в день своего рожденья).
После смерти долгое время был практически забыт. В 2012 году на Республиканском фестивале молодых театральных режиссёров в Ереване был показан спектакль «Егия Чубар».
Егия Чубар (1933). Художник Ф.П. Терлемезян